# Micro-Vett

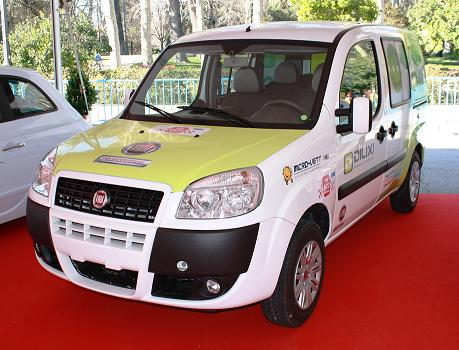
Micro-Vett Fiat Doblo

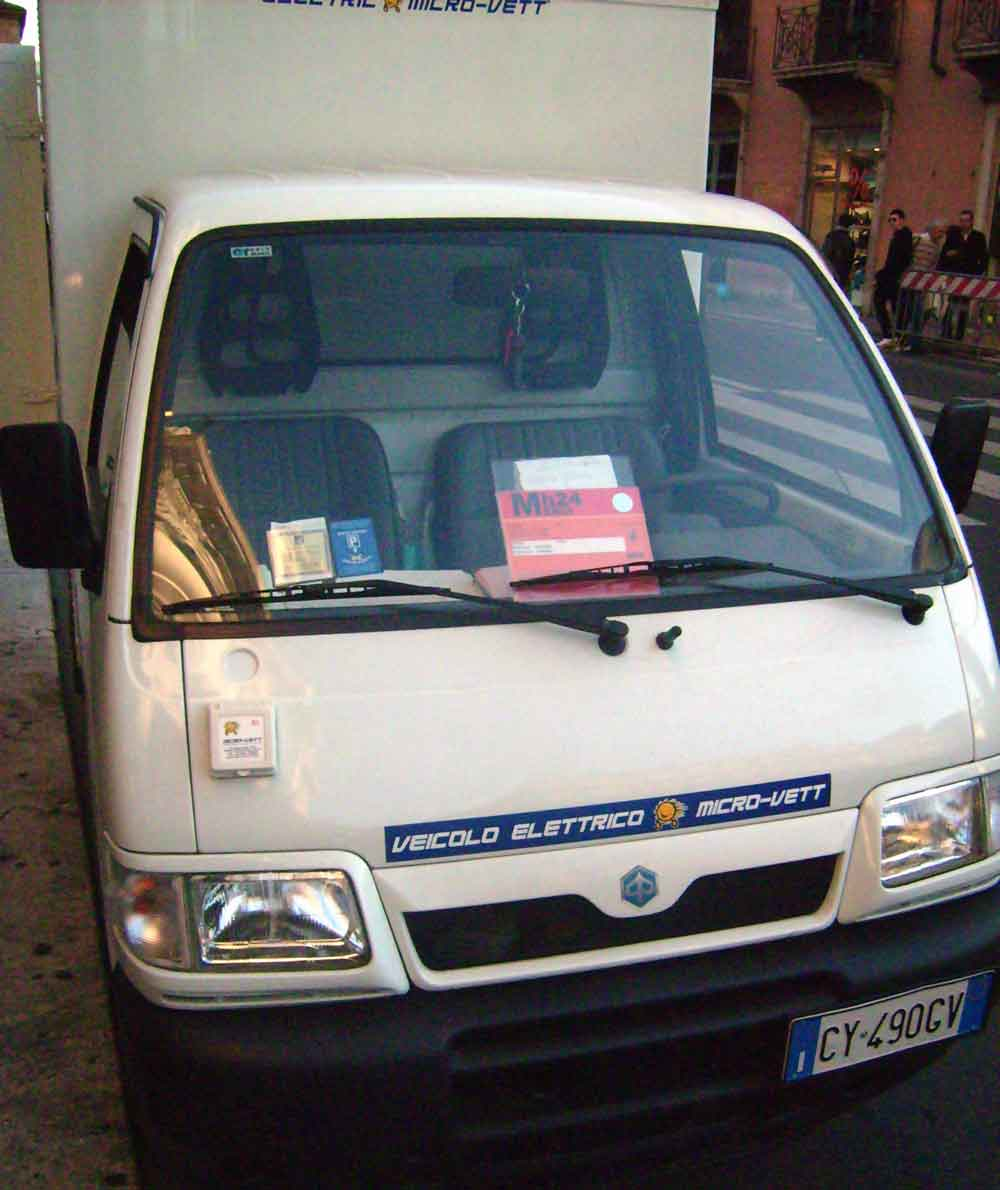
Micro-Vett Porter auf Basis des Piaggio Porter

Die Micro-Vett SPA war ein italienischer Hersteller von Elektroautos und Hybridautos mit Sitz im Imola.

## Beschreibung
Das 1986 gegründete Unternehmen verwendete Karosserien von Fiat, Piaggio und Iveco.
Nach Österreich importierte die Firma Newteon Ecofriendly Vehicles, nach Deutschland die Firma Karabag Elektroautos von Micro-Vett.
Micro-Vett ging im Februar 2013 in Insolvenz.

## Modellangebot
- Micro-Vett Ydea
- Micro-Vett e500 auf Basis des Fiat 500 mit 115 km/h Höchstgeschwindigkeit und 145 km Reichweite.[4]
- Micro-Vett Doblò auf Basis des Fiat Doblò
- Micro-Vett Qubo auf Basis des Fiat Qubo
- Micro-Vett Ducato auf Basis des Fiat Ducato
- Micro-Vett Iveco Daily Bimodale auf Basis des Iveco Daily
- Micro-Vett Porter auf Basis des  Piaggio Porter

### Micro-Vett Fiorino
Der Micro-Vett Fiorino auf Basis des Fiat Fiorino mit den Motorisierungen:
| Variante              | LC                                                | HC(S)                | HC(L)                | E                    |
| --------------------- | ------------------------------------------------- | -------------------- | -------------------- | -------------------- |
| Dauerleistung         | Asynchronmotor 9 kW                               | Asynchronmotor 30 kW | Asynchronmotor 30 kW | 30 kW, wassergekühlt |
| Spitzenleistung       | 26 kW                                             | 60 kW                | 60 kW                | 60 kW                |
| Höchstgeschwindigkeit | 75 km/h                                           | 115 km/h             | 115 km/h             | 100 km/h             |
| Batterie              | Lithium-Ionen-Batterie, 86,4 V, 200 Ah / 13,8 kWh | 13,8 kWh             | 31,1 kWh             | Li-Polymer 22 kWh    |
| Reichweite            | 70 km                                             | 70 km                | 140 km               | 100 km               |
| Ladeleistung          | 3 kW                                              | 3 kW                 | 3 kW                 | 3h an 8 kW           |

### Micro-Vett Ducato
Der Micro-Vett Ducato auf Basis des Fiat Ducato war ein Neunsitzer. Der Motor mit 30 kW Dauerleistung und 60 kW Spitzenleistung mit 90 km/h Höchstgeschwindigkeit wurde mit sechs verschieden großen Lithium-Ionen-Batterien angeboten. Die Reichweite betrug je nach Größe der Batterie 80, 105, 110, 130, 155 oder 170 km.